# ساكن الحرج النخلي الشرقي
ساكن الحرج النخلي الشرقي (الاسم العلمي: Bebearia orientis)، نوع من الفراشات التي تتبع جنس ساكن الحرج وفصيلة الحورائيات. يوجد في الصومال وكينيا وتنزانيا وموزمبيق ومالاوي وزامبيا وزيمبابوي. يألف الغابات.
تتغذى اليرقات على النخلة المتدلية ورافية حاملة الطحين وربما نخيل جوز الهند.

## النويعات
- B. o. orientis (جنوب الصومال، شرق كينيا، شرق تنزانيا، شرق زامبيا)
- B. o. dealbata (Carcasson, 1958) (كينيا)
- B. o. insularis Kielland, 1985 تنزانيا: جزيرة بيمبا)
- B. o. malawiensis Holmes, 2001 (جنوب مالاوي، موزمبيق، شمال وشرق زيمبابوي)
- B. o. taveta Clifton, 1980 (كينيا)